# Coradion calendula
Coradion calendula — вид морських риб родини щетинкозубих (Chaetodontidae). Описаний у 2023 році.

## Назва
Видова назва calendula походить від наукової назви рослин нагідок (Calendula), що натякає на характерну помаранчеву смужку на хвостовому стеблі.

## Поширення
Вид поширений вздовж північного узбережжя Австралії біля Західної Австралії, Північної території та північного Квінсленда.